# Octena kiselina
Octena kiselina (etanska kiselina, etan kiselina, acetatna kiselina), je karboksilna kiselina, kemijske formule CH3COOH.

## Osobine i svojstva
Od svih organskih kiselina najčešće susrećemo i koristimo octenu, jer se obično pojavljuje kao sastojak hrane. U čistom je stanju bistra bezbojna tekućina oštra mirisa, na 16,6 °C očvrsne u kristalnu masu sličnu ledu (odatle čistoj bezvodnoj kiselini ime ledena octena kiselina), vrije na 118 °C. S uobičajenim organskim otapalima miješa se u svim omjerima. Otapa sumpor, fosfor, olovo i mnoge organske spojeve.
Ubraja se u srednje jake kiseline. Mnogo je slabija od anorganskih, ali je jača od većine organskih kiselina. Njezina razrijeđena otopina (ocat 6 i 9%-tni kupovni) dobiva se od pamtivijeka vrenjem iz alkoholnih otopina. Odavno je poznata kao sastojak vinskog octa.
U vinarstvu ju se ubraja u hlapljive kiseline. Nije poželjna u vinu i pokazatelj je li vino bolesno.

## Dobivanje
Nastaje biokemijskom oksidacijom etanola.
Najveće količine octene kiseline dobivaju se danas sintetski, i to oksidacijom acetaldehida, reakcijom metanola s ugljikovim monoksidom ili izravnom oksidacijom ugljikovodika.
Tzv. "drvni ocat" je naziv za vodeni destilat octene kiseline dobiven suhom destilacijom drveta.

## Uporaba
Rabi se za konzerviranje zelenog povrća i kao začin salati i drugim jelima.
Octena kiselina najviše se troši za proizvodnju anhidrida i estera (organskih acetata), koji su dobra otapala i sirovine za proizvodnju polimernih materijala (vlakana). Osim toga, rabi se za dobivanje svojih soli (metalnih acetata), koje nalaze primjenu u tekstilnoj industriji, zatim u proizvodnji olovnoga bjelila, insekticida, lijekova (aspirin, acetamid i dr.), kao octena esencija, otapalo, sredstvo za koagulaciju kaučukova lateksa i dr. U organskoj tehnologiji, kao jeftina kiselina svestrane primjene, octena kiselina zauzima sličan položaj kao sumporna kiselina u teškoj kemijskoj industriji. U novije se doba u tom pogledu često zamjenjuje još jeftinijom mravljom kiselinom.

## Acetanhidrid
Anhidrid octene kiseline nazvan je jednostavno acetanhidrid. To je bezbojna tekućina prodorna mirisa, slabo topljiva u hladnoj vodi, topljiva u organskim otapalima. Na povišenoj temperaturi ili u prisutnosti anorganskih kiselina žestoko reagira s vodom. Najčešće se proizvodi od octene kiseline oduzimanjem vode, reakcijom s ketenom ili oksidacijom acetaldehida. Upotrebljava se za acetiliranje u organskoj sintezi, najviše pri proizvodnji acetilceluloze.

## Soli
- Natrijev acetat